# 国際連合安全保障理事会決議71
国際連合安全保障理事会決議71（こくさいれんごうあんぜんほしょうりじかいけつぎ71、英: United Nations Security Council Resolution 71, UNSCR71）は、1949年7月27日に国際連合安全保障理事会で採択された決議。国際司法裁判所とリヒテンシュタイン公国との関係についてのものである。

## 概要
同決議は、総会からリヒテンシュタインがどのような条件で国際司法裁判所規程の締約国になることができるかを問われたことに端を発するものである。理事会は、リヒテンシュタインが規程を受け入れ、国連憲章第94条に基づく国連加盟国としての義務をすべて受け入れ、裁判所の費用を拠出することを約束し、政府が規程を批准すれば、リヒテンシュタインは国際司法裁判所規程の締約国とすると決定した。
決議は9票で採択されたが、ウクライナ・ソビエト社会主義共和国とソビエト連邦は投票を棄権した。

## 詳細
以下はその和訳。
安全保障理事会は
国際連合憲章第93条第2項に基づき、総会が、リヒテンシュタインが国際司法裁判所規程の締約国となるための条件を決定するよう勧告する。

リヒテンシュタインは、リヒテンシュタイン公国政府を代表して署名され、かつ、リヒテンシュタインの憲法上の要求に応じて批准された以下の内容を含む文書を国際連合事務総長に寄託した日に、国際司法裁判所規程の締約国となる。

(a)国際司法裁判所規程（Statute）の規定（Provisions）の受諾。
(b)国際連合憲章第94条に基づく国際連合加盟国としてのすべての義務の受諾
(c)総会が随時評価する衡平な額を裁判所の費用として拠出することを約束すること。

## 備考
国連憲章第94条は下記の通り。
1. 各国際連合加盟国は、自国が当事者であるいかなる事件においても、国際司法裁判所の裁判に従うことを約束する。
2. 事件の一方の当事者が裁判所の与える判決に基いて自国が負う義務を履行しないときは、他方の当事者は、安全保障理事会に訴えることができる。理事会は、必要と認めるときは、判決を執行するために勧告をし、又はとるべき措置を決定することができる。